# جرج شوت
جرج شوت (به انگلیسی: George Shutt) زادهٔ ۱۸۶۱ بازیکن فوتبال اهل انگلستان بود که سابقهٔ بازی در تیم ملی فوتبال انگلستان را در کارنامهٔ خود دارد. وی در تاریخ ۱۳ مارس ۱۸۸۶ تنها بازی ملی خود را در مقابل تیم ملی فوتبال ایرلند انجام داد.